# Odinia picta
Odinia picta is een vliegensoort uit de familie van de Odiniidae. De wetenschappelijke naam van de soort is voor het eerst geldig gepubliceerd in 1861 door Loew.